# Glitter 4 Your Soul
Glitter 4 Your Soul è il primo album solista di Rikki Rockett, pubblicato il 7 gennaio 2003. Si tratta di un cover album tributo al glam rock anni settanta.

## Tracce
1. Action (cover degli Sweet) – 3:38
2. Fame (cover di David Bowie) – 4:23
3. Do You Wanna Touch Me? (Oh Yeah!) (cover di Gary Glitter) – 3:24
4. Tear It Down (cover degli Starz) – 3:06
5. Elected (cover di Alice Cooper) – 4:40
6. Trash (cover dei New York Dolls) – 2:48
7. All the Way from Memphis (cover dei Mott the Hoople) – 6:57
8. Rock On (cover dei T. Rex) – 3:22
9. Can You Feel It (cover degli Angel) – 4:30
10. Life's a Gas (cover dei T. Rex) – 2:38
11. Star Star (cover dei Rolling Stones) – 3:52

## Formazione
- Rikki Rockett – batteria e percussioni, voce in Life's a Gas
- Blues Saraceno – chitarra
- Chuck Garric – basso

### Musicisti ospiti
- C.C. DeVille – seconda voce in All the Way from Memphis
- Christy Calabro – chitarra in Can You Feel It
- Stu Simone – tastiere in Can You Feel It e All the Way from Memphis
- Jeremy Rubolino – tastiere in Elected e Life's a Gas
- John Linn – chitarra addizionale in Star Star

### Cantanti ospiti
- Cliff Calabro – Action e All the Way from Memphis
- David Isaacs – Fame
- Lucy Levinsohn – Do You Wanna Touch Me? (Oh Yeah!)
- Bret Michaels – Tear It Down
- John Corabi – Elected
- Gina Shock – Trash
- Eleanor Academia – Rock On
- Jizzy Pearl – Can You Feel It
- Dick Swagger – Star Star